# 亚太战争审判
《亚太战争审判》（英語：Asia-Pacific War Crime Trials）是由中国共产党中央委员会宣传部立項，上海广播电视台纪录片中心製作，上海交通大学东京审判研究中心和上海交通大学出版社參與製作的八集系列纪录片。該紀錄片講述的是二战結束后同盟国成員對日本乙级和丙级战犯的审判。該紀錄片於2020年在東方衛視、上海纪实频道、上海外语频道首播。2021年5月25日，亚太战争审判获得第42届美国泰利奖电视系列片历史类金奖。
香港方面，香港电台已引进该纪录片，於2021年7月25日至9月12日逢星期日22:00-23:00播映。

## 奖项
| 年份 | 获奖方       | 颁奖方               | 奖项分类       | 是否得奖 | 备注  |
| ---- | ------------ | -------------------- | -------------- | -------- | ----- |
| 2022 | 《摆脱贫困》 | 第31届中国电视金鹰奖 | 最佳电视纪录片 | 提名     | [ 3 ] |